# Eriocaulon cubense
Eriocaulon cubense är en gräsväxtart som beskrevs av Wilhelm Willy Otto Eugen Ruhland. Eriocaulon cubense ingår i släktet Eriocaulon och familjen Eriocaulaceae. Inga underarter finns listade i Catalogue of Life.